# ترجي قالمة
الترجي الرياضي القالمي، ويعرف إختصاراً باسم ترجي قالمة، هو نادي كرة قدم جزائري تأسس رسمياً يوم 11 مايو 1924 ويمثل ولاية قالمة في دوري ما بين الجهات لكرة القدم. ألوان ترجي قالمة هي الأسود والأبيض، أما تسمية النادي الشهيرة فهي السرب الأسود.

## تاريخ
يعرف الترجي الرياضي القالمي بتاريخه الحافل وبمدرسته الكروية المجيدة وقد سمي «بالسرب الأسود». نظرًا لحنكته ورزانته وقوة لاعبيه في مواجهة الفرق القوية فهو من أقوى الفرق الجزائرية وأعندها، ويعد من بين الفرق الرائدة في الشرق الجزائري رفقة وفاق سطيف وحمراء عنابة وشبيبة سكيكدة وشباب قسنطينة. وهو من الفرق النادرة، التي تعتمد على اللاعبين المحليين دون الحاجة إلى لاعبين أجانب، كما لعب الترجي دورًا كبيرًا في تدعيم أكبر الفرق الوطنية باللاعبين، وقد قدم «ترجي قالمة» الكثير من النجوم الجزائرية نذكر منها سريدي وحشوف وفريد غازي وصالحي عبد الوهاب وفوزي كردوسي «كرابا» بالإضافة إلى بعض اللاعبين في السنوات الأخيرة على غرار أمير سعيود وعبد المالك زياية بالإضافة إلى عدة لاعبين ينشطون في القسم الأول والثاني والاخوين «ترايكية» (يوسف وكمال) اللاعبان الدوليان للأصناف الصغرى، وأيضًا المدرب مواسة كمال، وقد تحصل الفريق على كأس بطولة شمال أفريقيا سنة 1955 بالدار البيضاء المغرب وأمام الوداد البيضاوي. وكان هذا اللقب هو أول لقب قاري للجزائر، ولم يسعفه الحظ أن يتحصل على أي بطولة، حيث اكتفى بالمركز الثاني موسم 1965 - 1966، الذي كان فيه «نور الدين حشوف» هدافًا للبطولة. أما الكأس على المستوى المحلي الجزائري، رغم أنه وصل في العديد من المرات إلى النصف النهائي من كأس الجزائر، وبالرغم من طريقة لعبه المتميزة والفنية، لم يتكمن من بلوغ النهائي ولا مرة.

## تشكيلة اللاعبين
| الرقم | الاسم               | الموقع |
| ----- | ------------------- | ------ |
| 30    | بن أحمد             | حارس   |
| 1     | بن رجم مراد         | حارس   |
| 16    | دغمان نجم الدين     | حارس   |
| 22    | عيشور هاني          | دفاع   |
| 19    | بن يونس رمزي        | دفاع   |
| 13    | بورغبي محمد أمين    | دفاع   |
| 18    | جبار سمير           | دفاع   |
| 24    | دواخة عاصم          | دفاع   |
| 4     | هلال أسامة          | دفاع   |
| 2     | كنوز إسماعيل        | دفاع   |
| 5     | لكحل أحسن           | دفاع   |
| 21    | مواسة محمد أيت طاهر | دفاع   |
| 2     | روبيحي عبد الفتاح   | دفاع   |
| 25    | عبقة محمد الهادي    | وسط    |
| 6     | بحري عبد الحق       | وسط    |
| 14    | بن محسن زاكي        | وسط    |
| 12    | دادو برهان          | وسط    |
| 8     | سيساوي عمور         | وسط    |
| 20    | يحيى حسني           | وسط    |
| 17    | زواز أمين           | وسط    |
| 15    | بولبريمة حسام       | هجوم   |
| 11    | شرايرية عبد الرحمن  | هجوم   |
| 11    | دالي محي الدين      | هجوم   |
| 7     | لسمر سفيان          | هجوم   |

## الألقاب والإنجازات
بطولة عصبة شرق قسنطينة
- البطل (3 مرات): 1952، 1954، 1955.[بحاجة لمصدر]

الرابطة الجزائرية المحترفة الأولى
- الوصيف (مرة واحدة): 1966. [بحاجة لمصدر]

بطولة شمال إفريقيا
- البطل (مرة واحدة): 1955. [بحاجة لمصدر]

## وصلات خارجية
- موقع النادي
- رابطة عنابة لكرة القدم.
- الرابطة ما بين الجهات لكرة القدم
- الرابطة الوطنية الجزائرية لكرة القدم هواة